# Farid Hafez
Farid Hafez, avstrijski politolog, * 23. december 1981, Ried im Innkreis, Avstrija. 
Deluje na Oddelku za politologijo in sociologijo na Univerzi v Salzburgu in kot sodelavec centra The Bridge Initiative na Univerzi Georgetown,

## Zgodnje življenje
Hafez se je rodil 23. decembra 1981 v Ried im Innkreis, Avstrija. Ko se je preselil v glavno mesto Dunaj in se prvič vpisal na študij političnih ved, je leta 2009 končal študij in doktoriral na Univerzi na Dunaju.

## Akademska kariera
Tik pred oddajo svoje disertacije, v kateri je analiziral parlamentarne razprave o prepovedi mošej in minaretov v dveh avstrijskih okrožjih, je skupaj z raziskovalcem Bližnjega vzhoda John Bunzl izdal svojo prvo knjigo »Islamophobia in Austria« (Islamofobija v Avstriji).
Od takrat je Hafez veliko objavljal o islamofobiji. Leta 2010 je ustanovil letno publikacijo o študijah islamofobije Leta 2015 je oblikoval Evropsko poročilo o islamofobiji,, ki ga zdaj ureja skupaj s politologom Enesom Bayraklijem za Inštitut Leopolda Weissa, LWI, s sedežem na Dunaju v Avstriji. Farid Hafez je objavljal tudi o islamu in skrajni desnici za Brookings Institution.
Je pridruženi član fakultete Centra za varnost, pravice in raso Rutgers University  in član pridružene fakultete projekta za raziskovanje in dokumentiranje islamofobije (IRDP) na University of California, Berkeley. Je tudi pridruženi član fakultete in štipendist Centra za desničarske študije na Univerzi Kalifornija, Berkeley in urednik številnih del o islamofobiji.
Med letoma 2008 in 2010 je Hafez raziskoval na Oddelku za versko pravo in kulturo na Univerzi na Dunaju, preden je začel poučevati na Visoki šoli za izobraževanje muslimanskih učiteljev na Dunaju (2009-2014). Leta 2014 je bil gostujoči znanstvenik na Univerzi Columbia.
V študijskem letu 2016/17 je bil Fulbright-Botstiber gostujoči profesor avstrijsko-ameriških študij na UC Berkeley. Hafez je predaval na oddelku za orientalistiko na Univerzi na Dunaju in na Univerzi v Celovcu.
Njegove trenutne raziskave na Oddelku za politične vede Univerze v Salzburgu se osredotočajo na muslimanska mladinska gibanja v Evropi.
Poučuje tudi na številnih akademskih neuniverzitetnih ustanovah, kot je Global Citizenship Alliance [28]. Leta 2015 je bil del fakultete Štipendija Ariane de Rothschild. Hafez je tudi član uredniškega odbora Journal of Austrian-American History.

## Nagrade
Leta 2020 je Farid Hafez prejel nagrado "Islam na robovih", ki jo podeljuje Center za islam v sodobnem svetu (CICW) univerze Shenandoah.
Leta 2009 je Farid Hafez prejel nagrado Bruno Kreisky (Anerkennungspreis), ki jo podeljuje Karl-Renner-Institut  za politično knjigo leta 2009 za knjigo "Islamophobia in Austria".
Revija Austrian Culture Magazine je Farida Hafeza uvrstila med 100 "Avstrijcev s posebno prihodnostjo".

## Javni nastopi
Hafez redno objavlja v avstrijskih in mednarodnih medijih, kot je Haaretz, Daily Sabah, Der Standard in Die Presse. Pogosto daje intervjuje za mednarodne medije, med drugim za BBC, The Washington Post in Democracy Now.

## Glavna znanstvena stališča
Hafez se pri proučevanju islamofobije opredeljuje do pristopa, ki ga imenuje »postkolonialni pristop na podlagi študij rasizma«.
»Številni ukrepi, sprejeti za ureditev odnosov med islamom in državo, razkrivajo pristop, ki na eni strani skuša islamu zagotoviti mesto v njihovi družbi, na drugi strani pa se jasno nanaša na stereotipno predstavo o muslimanih, kjer pojem Evrope pomeni razsvetljenstvo, modernost in naprednost, medtem ko islam in muslimani predstavljajo nasprotje. Zato lahko opazimo pojem »civiliziranja« islama, ki sega v kolonialne čase in uvaja delitev na dobrega in slabega muslimana; prvega, ki se podredi državi in njenim pravilom, in drugega, ki ostaja neciviliziran, barbarski, tuj musliman, nagnjen k ekstremizmom in fanatizmu ter se ne more vključiti v sodobnost. Razkriti dispozitivi islama kažejo, da države svoje vmešavanje upravičujejo na podlagi te implicitno reproducirane predstave o slabih muslimanih in si tako prizadevajo »civilizirati« muslimanske subjekte, kar nas ponovno spomni na »breme belega človeka«.«
Najbolj citiran Hafezov članek je »Shifting borders: (Islamophobia as common ground for building pan-European right-wing unity), ki je izšla v recenzirani reviji Patterns of Prejudice. V tem članku Hafez trdi, da je "islamofobija postala uporabno orodje desničarskih strank za mobilizacijo volivcev v številnih evropskih nacionalnih državah" in da je hkrati prišlo do premika nekdaj antisemitskih skrajno desničarskih strank, "da bi z oddaljevanjem od nekdanjega antisemitskega profila pridobile širšo sprejemljivost v večinskih družbah«.
Hafezov koncept "islamofobnega populizma" je pridobil nekaj privlačnosti pri raziskovanju sodobnih skrajno desnih političnih strank v Evropi. Koncept "islamofobnega populizma" je razvil s sintezo konceptov populizem, islamofobija s pomočjo kritične analize diskurza.

## Evropsko poročilo o islamofobiji
Vodilna publikacija, ki jo je souredil Hafez in jo je napisal kolektiv več kot 40 avtorjev. iz vse Evrope je letno European Islamophobia Report.

Med avtorji so profesor angleške književnosti Olivier Esteves iz Francije, sociolog James Carr z Irske, politologinja Ineke van der Valk iz Nizozemske, antropolog Sindre Bangstad in profesorica holokavsta Cora Alexa Døving iz Norveške, poljski sociolog Konrad Pędziwiatr, zgodovinar Hikmet Karčić iz Bosne, sociologinja Aleksandra Lewicki iz Nemčije, italijanski sociolog Alfredo Alietti, sociologinja Ana Frank iz Ljubljane, profesor religijskih študij Mattias Gardell iz Švedske in zgodovinar Aristotle Kallis iz Grčije. 
Od leta 2021 poročilo objavlja Inštitut Leopolda Weissa skupaj s številnimi ameriškimi institucijami, kot so Inštitut za drugačnost in pripadnost na univerzi Berkeley, ki ga vodi John A. Powell, Center za varnost, raso in pravice Univerze Rutgers.

## Citati in prisotnost v svetovnih knjižnicah
Od sredine septembra 2021 je bilo v Google Scholar citatih navedenih 1005 citatov Hafezovih del; indeks H je 11. OCLC WorldCat Identities trenutno navaja 56 avtorjevih del v 130 publikacijah v dveh jezikih in 1203 knjižničnih fondih. V Scopus je vključenih 24 njegovih esejev.

## Knjige
Hafez je objavil veliko knjig. Je avtor, soavtor ali urednik >100 publikacij, vključno s številnimi članki v visoko rangiranih akademskih revijah.
Kot samostojni avtor:
- Feindbild Islam. Zur Salonfähigkeit von Rassismus, Wien: Böhlau Verlag & V&R unipress. (Islamofobija. O prevladujočem rasizmu)
- Mein Name ist Malcolm X: Das Leben eines Revolutionärs. (Moje ime je Malcolm X: življenje revolucionarja)
- Islamophober Populismus: Razprave o prepovedi mošej in minaretov v avstrijskih parlamentarnih strankah" (Islamophobic Populism: Debates on the Ban of MOsques and Minarets)
- Anas Schakfeh: (Anas Schakfeh: avstrijski obraz islama)
- Islamisch-politische Denker:  (Islamsko-politični misleci: uvod v islamsko-politično misel)
- Jung, muslimisch, österreichisch. (Young, musliman, Avstrijec)

Kot (so)urednik:
- Islamophobia in Muslim Majority Societies (skupaj z Enes Bayrakli)
- Islamophobie in Österreich ("Islamofobija v Avstriji", skupaj z Johnom Bunzlom)
- od leta 2010: Islamophobia Studies Yearbook
- Od skrajne desnice do glavnega toka: Islamophobia in Party Politics and Media (skupaj s Humayun Ansari)
- od leta 2016 Evropsko poročilo o islamofobiji (skupaj z Enes Bayraklı)

Članki v recenziranih revijah (izvleček):
- 2020: Hafez, Farid. Unwanted Identities. The 'Religion Line' and Global Islamophobia", Development 63, 9-19 (2020).
- 2019: "From Jewification to Islamization: (*): Politični antisemitizem in islamofobija v avstrijski politiki nekoč in danes, ReOrient, letnik 4, št. 2, pomlad 2019, 197-220.
- 2019: (z Rijadom Dautovićem) "Institucionalizacija islama v sodobni Avstriji: A Comparative Analysis of the Austrian Islam Act of 2015 and Austrian Religion Acts with Special Emphasis on the Israelite Act of 2012", Oxford Journal of Law and Religion, letnik 8, številka 1, februar 2019, strani 28-50 (prvič objavljeno 11. junija 2018).
- 2018: "Street-level and government-level Islamophobia in the Visegrád Four countries", Patterns of Prejudice, Volume 52, 2018 - Issue 5: 436-447.
- 2018: "Schools of Thought in Islamophobia Studies: Predsodki, rasizem in dekolonialnost." (Predsodki, rasizem in dekolonialnost). Islamophobia Studies Journal 4.2 (2018): 210-225.
- 2018: (z Enesom Bayraklıjem in Léonardom Faytrom) "Engineering a European Islam: An Analysis of Attempts to Domesticate European Muslims in Austria, France, and Germany", Insight Turkey, letnik 20, št. 3, poletje 2018, 131-156.
- 2018: (z Reinhardom Heinischem) "Breaking with Austrian Consociationalism: How the Rise of Rightwing Populism and Party Competition have changed Austria's Islam Politics", Politics and Religion, letnik 11, številka 3, september 2018, str.  649-678.
- 2017: Od Harlema do Hoamatlond. Hip Hop, Malcolm X in muslimanski aktivizem v Avstriji", Journal of Austrian-American History, letnik 1, št. 2 (2017), str.  159-180.
- 2017: "Muslimanski protest proti avstrijskemu zakonu o islamu. An Analysis of Austrian Muslim's Protest against the 2015 Islam Law', Journal of Muslim Minority Affairs, 2017, Vol. 37 , Iss. 3, 2017, 267-283.
- 2017: "Čigava je Avstrija? Muslim Youth Challenge Nativist and Closed Notions of Austrian Identity", Anthropology of the Middle East, 12:1, poletje 2017: 38-51.
- 2017: "Razprava o zakonu o islamu iz leta 2015 v avstrijskem parlamentu: (2017): "Med pravnim priznanjem in islamofobičnim populizmom" (Discourse and Society , VOL 28, ISSUE 4, 2017, PP. 392-412.
- 2016: "PEGIDA v parlamentu? Razlaga neuspeha stranke PEGIDA v Avstriji" German Politics and Society 34 (4) 2016: 101-118.
- 2016: "Primerjava antisemitizma in islamofobije: stanje na tem področju" Islamophobia Studies Journal 3 (2) Spring 2016: 16-34.
- 2016: "Politični udarci v Alpah: (2016): "On Politics in the Early Stages of Austrian Hip Hop Music" Journal of Black Studies 47 (7) June 2016: "On Politics in the Early Stages of Austrian Hip Hop Music": 730-752.
- 2014: "Discipliniranje 'muslimanskega subjekta'.  The Role of Security Agencies in Establishing Islamic Theology within the State's Academia" Islamophobia Studies Journal 2 (2): Fall 2014: 43-57.
- 2014: Shifting borders:  Patterns of Prejudice, letnik 48, št. 5, december 2014, str. 1-21.